# Conrado X de Olésnica
Conrado X cognominado o Branco (em polonês/polaco:  Konrad X Biały ou Konrad X Młodszy) (1420 – 21 de setembro de 1492) foi Duque de Oleśnica, e uma parte dos ducados de Bytom e Scinawa de 1450 a 1452 (com o seu irmão como co-governante), a partir de 1452, governa sozinho sobre parte de Scinawa, de 1471 a 1472, governa, também sozinho, Bytom e a partir de 1478, sobre Olésnica.
Ele era o segundo filho de Conrado V, Duque de Oleśnica com a sua esposa Margarida.

## Vida
Após a morte do seu pai em 1439, Conrado X e o seu irmão mais velho, Conrado IX, foram excluídos do governo pelo tio, Conrado VII, que governou até 1450, altura em que Conrado IX e Conrado X o depuseram e tomaram o controlo de todo o ducado como co-governantes. Contudo, em 1452, decidiram dividir o seus domínios. Conrado X recebeu parte de Scinawa.  
Durante as guerras entre a Boémia e a Hungria, ele suportou primeiramente o rei Jorge de Poděbrady e ele e o irmão, Conrado IX, pagaram-lhe homenagem, em 1459, em troca da confirmação das possessões do ducado de Conrado V. Contudo, quando as tropas húngaras entraram na Silésia, Conrado IX e Conrado X repudiaram a aliança coma Boémia e pagaram homenagem ao rei Matias Corvino.
Após a morte do irmão, Conrado IX, em 1471, Conrado X reuniu todo o Ducado nas suas mãos, excepto Oleśnica, que deixou nas mãos da cunhada, Margarida de Rawa e da sobrinha, Bárbara de Oleśnica. 
Em 1472 Bytom foi anexado pelo Reino da Boémia, e, em 1475, Conrado X fez com que Margarida fosse expulsa do governo de Olésnica, que passou para as mãos de Bárbara, que permaneceu sob a tutela de Conrado X, o seu tio, até 1478, altura em também foi deposta por ele.
Conrado X casou com Doroteia Reynkenberg (m. 6 de Janeiro de 1471), filha de Nicolau Reynkenberg, um funileiro. De acordo com as regras da Casa de Piast, o casamento foi considerado inválido e Doroteia foi proibida de assumir o nível e os títulos do marido. Não houve descendência.
Com ele, o ramo da Casa de Piast em Olésnica extinguiu-se. Scinawa foi tomada por Casimiro II de Cieszyn e Oleśnica foi obtida pela Dinastia Jaguelónica e depois pela Casa de Podebrady.